# Les Costes
Les Costes era una comuna francesa situada en el departamento de Altos Alpes, de la región de Provenza-Alpes-Costa Azul, que el 1 de enero de 2018 fue suprimida al fusionarse con las comunas de Chauffayer y Saint-Eusèbe-en-Champsaur, formando la comuna nueva de Aubessagne.

## Demografía
| Gráfica de evolución demográfica de Les Costes entre 1800 y 2015 |
|                                                                  |

Los datos demográficos contemplados en este gráfico de la comuna de Les Costes se han cogido de 1800 a 1999 de la página francesa EHESS/Cassini, y los demás datos de la página del INSEE.